# Бостън Селтикс
Бостън Селтикс е американски професионален баскетболен отбор от Бостън, Масачузетс. Участник е в НБА, Източна конференция, Атлантическа дивизия.

## История
Отборът съществува от 1946 г. и има 18 титли. Заедно с Лос Анджелис Лейкърс си делят първото място по титли в историята на асоциацията. Освен това тимът държи рекорда за най-дълга поредица от титли – 8. Играе основна роля по време на сезоните и плейофите в периода между 1950-те и средата на 1980-те години. Цветовете на екипите са бяло (домакин) и зелено.

## Известни играчи
- Робърт Периш
- Дани Ейндж
- Кевин Макхейл
- Пол Пиърс
- Кевин Гарнет
- Рей Алън
- Бил Ръсел
- Лари Бърд
- Иван Андров
- Джон Хавличек